# UR-100NUTTH
UR-100NUTTH (RS-18B, NATO: SS-19 Mod 3, Stiletto) – radziecki (aktualnie rosyjski) rakietowy pocisk balistyczny dalekiego zasięgu klasy ICBM, z dwustopniowym  napędem na paliwo ciekłe, przystosowany do przenoszenia sześciu głowic jądrowych MIRV o mocy 550–750 kt. Pociski RS-18B stanowią zmodernizowaną wersję wcześniejszego pocisku UR-100N (RS-18). Ulepszenia obejmowały polepszenie parametrów systemu naprowadzania oraz napędowego, a także nowe oprzyrządowanie pocisku, w tym system zarządzania nim.

## Rozwój
Pierwsze testy nowego pocisku nazwanego UR-100NUTTH i o oznaczeniu kodowym 15A35, przeprowadzono pomiędzy 26 października 1977 a 26 czerwca 1979 roku, nowy system został zaś wcielony do służby 5 listopada 1979 roku. Pierwszy pułk zaopatrzony w UR-100NUTTH (SS-19 Mod 3) został postawiony do stanu gotowości bojowej 6 listopada 1979 roku, wszystkie natomiast pociski UR-100N z pojedynczą głowicą zostały przez niego zastąpione w latach 1980–1982, zaś wymiana pozostałych pocisków (wyposażonych w głowice MIRV) została ukończona w 1983 Do 1984 roku, liczba pocisków RS-18B wzrosła do 360, zaś w roku 1987 rozpoczęto proces wymiany niektórych z nich na nowy system pocisków.

## Służba
Gdy w 1991 roku podpisano układ START I, Związek Radziecki posiadał na wyposażeniu sił zbrojnych 300 pocisków UR-100NUTTH: 130 rozlokowanych na terytorium Ukraińskiej SRR, reszta zaś w Rosyjskiej FSRR. Po rozpadzie Związku Radzieckiego, wolna Ukraina uznała znajdujące się na jej terytorium pociski za swoją własność, w konsekwencji czego stała się odpowiedzialna za wykonanie w tym zakresie postanowień traktatu START I, zwłaszcza za eliminację wyrzutni tych pocisków. Wszystkie głowice nuklearne pocisków ukraińskich zostały przekazane Rosji, która zakupiła też od niej 32 pociski, magazynowane następnie i nigdy nie napełnione paliwem.
Aktualnie (2008), w Rosji znajduje się 140 aktywnych wyrzutni pocisków RS-18B. W związku z przedłużeniem w 1995 ich standardowego konstrukcyjnego czasu użycia do 21 lat, pociski te miały pozostać na służbie co najmniej do 2005 roku, przy czym pociski rozmieszczone w 1980 roku mogą pozostać na służbie dłużej, z uwagi na przedłużenie ich konstrukcyjnego czasu użycia do 25 lat.
Odmowa ratyfikacji przez rosyjską Dumę traktatu START II spowodowała, iż pociski te w dalszym ciągu pozostają na służbie, mimo iż ten podpisany w 1993 roku traktat zakazuje Stanom Zjednoczonym oraz Rosji posiadania uzbrojonych w głowice MIRV pocisków ICBM.